# Superleague Fórmula
A Superleague Fórmula (ou Fórmula Superliga) foi uma categoria de fórmula, monomarca que durou de 2008 a 2011. O campeonato introduziu equipes patrocinadas por clubes de futebol. O campeonato foi fundado pelos empresários Alex Andreu e Robin Webb. A temporada costuma decorrer entre Abril e Novembro, ao mesmo tempo da maioria dos campeonatos de automobilismo da Europa. Os carros são semelhantes aos de Fórmula 1. Contudo, as equipas usam todas carros idênticos, e motores V-12 de 750 cavalos. Em 2009 e 2010, o Grupo Sonangol foi o patrocinador principal do campeonato.
O futuro do campeonato foi posto em dúvida após o cancelamento de mais da metade das etapas da temporada de 2011. Em abril de 2012, não havia mais informações sobre se haveria etapas para 2012 e 2013. O site oficial parou de ser atualizado em 2011 e não foi organizado mais nenhuma etapa da categoria.

## História
Continuando o conceito da Premier 1 Grand Prix, a Superleague Fórmula foi anunciada em 2005, recebendo a ratificação da FIA em dezembro de 2005. O objetivo inicial era ter 20 equipes a disputar o campeonato, com um carro cada. Grande parte das vendas, do marketing e do trabalho tecnológico seria realizado pelo campeonato, permitindo assim consideráveis poupanças de custo para as equipas.

### Primeira Temporada (2008)
A primeira época foi ganha pelo clube chinês Beijing Guoan, cujo carro foi conduzido pelo piloto italiano de FIA GT Davide Rigon. A época consistiu em 6 etapas de 2 corridas cada, com 18 clubes competindo. Nesta época, também venceram corridas as equipes do Liverpool F.C., da A.C. Milan, do PSV Eindhoven, do F.C. Porto, do Sevilla FC, do Al Ain FC e do Borussia Dortmund.

### Segunda temporada (2009)
A segunda temporada foi ganha pelo clube inglês Liverpool F.C., com o piloto espanhol Adrián Vallés. A temporada consistiu em 6 etapas com 19 clubes disputando. Nesta época, houve clubes a alcançar a sua primeira vitória: o Tottenham Hotspur F.C., o FC Basel, o Rangers F.C., o Olympiacos CFP, o Sporting CP, o R.S.C. Anderlecht e o Galatasaray S.K.. O formato com a 3ª corrida, Super Final, incluída, foi estreado nesta época e continua para a época seguinte, desta feita com essa 3ª corrida disputada em todas as etapas.

### Terceira Temporada (2010)
A terceira temporada do campeonato assistiu à maior mudança até então, com o calendário a passar de 6 para 12 etapas e com aumentos no valor do premio monetário de cada corrida e do fim da temporada. No entanto, não aumentou o número de clubes de futebol a disputar o campeonato. Numa entrevista na pré-temporada, o Director de Competição da Superleague Fórmula, Robin Webb said, disse:
| “ | O novo fundo de prémios oferece aos pilotos e equipas um incentivo realmente grande para o topo da tabela da Superleague Fórmula de Novembro próximo. Não vejo mais nada na Europa que ofereça este nível de prémios monetários aos vencedores, não em menção a corridas individuais como no caso da Super Final. Tudo em tudo, o campeonato agora oferece mesmo aos pilotos a hipótese de ganhar uma vida do desporto motorizado, algo que não é possível num campeonato de monolugares fora da Fórmula 1. | ” |

Davide Rigon, pilotando para o R.S.C. Anderlecht, foi o campeão

### Quarta Temporada (2011)
Para a quarta temporada, a Superleague Fórmula deixou de ser um campeonato exclusivamente entre clubes de futebol. Neste ano, o principal enfoque do campeonato são as nações (mesmo as equipas a representarem clubes de futebol representam também o seu país, como por exemplo o campeão de 2010, o R.S.C. Anderlecht, que em 2011 se denomina Team Belgium - R.S.C. Anderlecht, havendo também nações individuais, como é o caso da Team Japan). Com esta mudança de filosofia, o campeonato passou a designar-se Superleague Fórmula Nations Cup. Apesar de um calendário de sete etapas, várias delas foram canceladas ou realocadas para o fim da temporada, deixando em dúvida se a categoria teria mais que a metade das corridas da temporada de 2010. Ao fim, somente duas etapas foram realizadas, com o campeonato sendo levado por John Martin pela Team Australia.

### Cancelamento
Após o cancelamento das etapas na China, não houve mais atualizações com relação a uma possível temporada em 2012. Com vários pilotos e equipes indo para outros campeonatos, além da falta de informações da organização, a categoria foi descontinuada após quatro temporadas.

## Temporadas
| Temporada | Número de Rondas | Número de Clubes/Nações | Número de Equipas | Número de Pilotos | Campeões                                         | Segundos                                               | Terceiros                                    |
| --------- | ---------------- | ----------------------- | ----------------- | ----------------- | ------------------------------------------------ | ------------------------------------------------------ | -------------------------------------------- |
| 2008      | 6                | 18*                     | 10*               | 26*               | Beijing Guoan Davide Rigon Zakspeed              | PSV Eindhoven Yelmer Buurman Azerti Motorsport         | A.C. Milan Robert Doornbos Scuderia Playteam |
| 2009      | 6                | 19*                     | 8*                | 26*               | Liverpool F.C. Adrian Valles Hitech Racing       | Tottenham Hotspur F.C. Craig Dolby Alan Docking Racing | FC Basel Max Wissel GU-Racing International  |
| 2010      | 12               | 19*                     | 10*               | 34*               | R.S.C. Anderlecht Davide Rigon Azerti Motorsport | Tottenham Hotspur F.C. Craig Dolby Alan Docking Racing | FC Basel Max Wissel GU-Racing International  |
| 2011      | 2                | 16                      | 4                 | 16                | Austrália · John Martin                          | Japão · Duncan Tappy/Robert Doornbos                   | Luxemburgo · Frédéric Vervisch               |

## Participantes

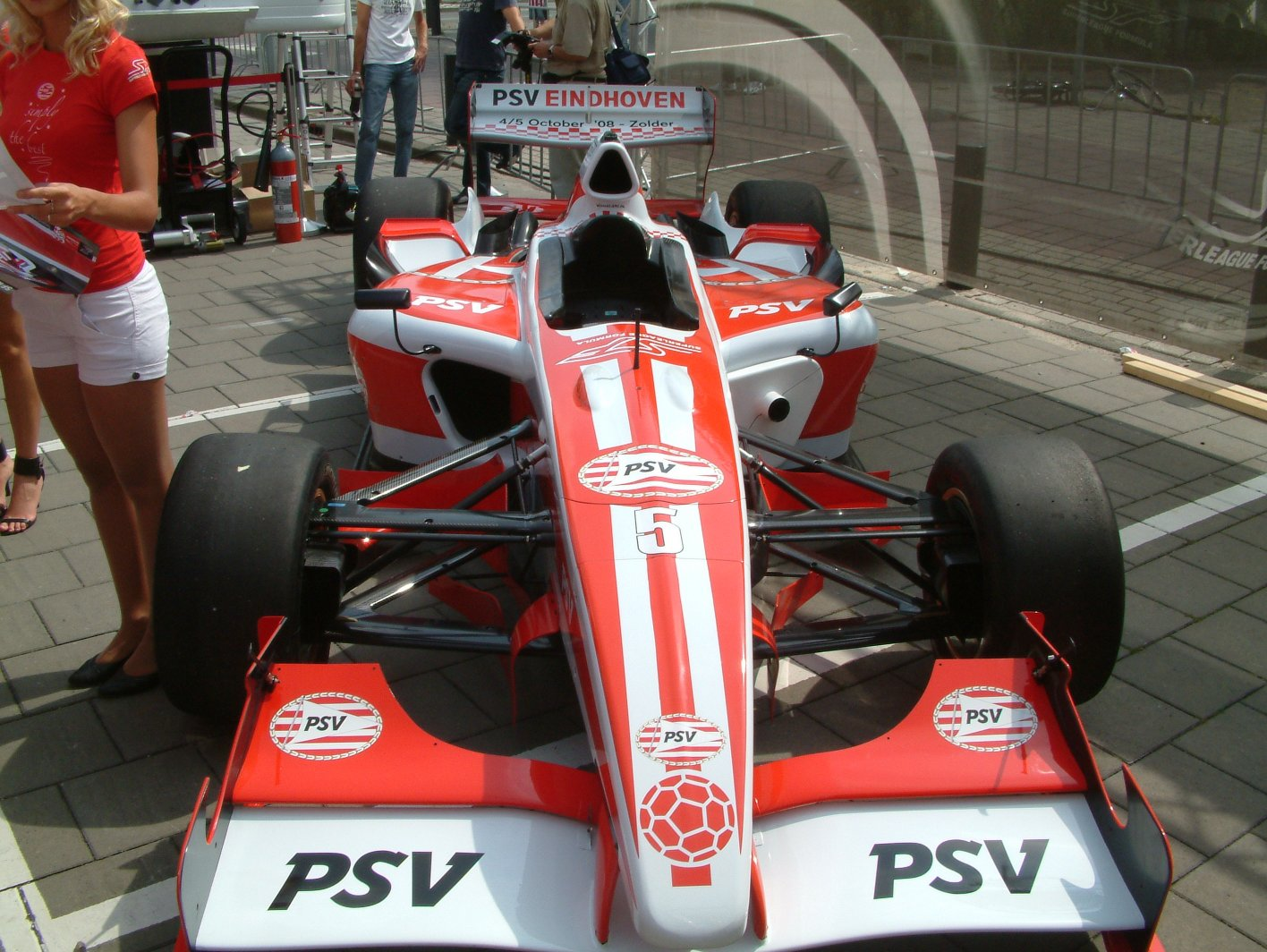
O carro do PSV Eindhoven de 2008, pilotado por Yelmer Buurman.

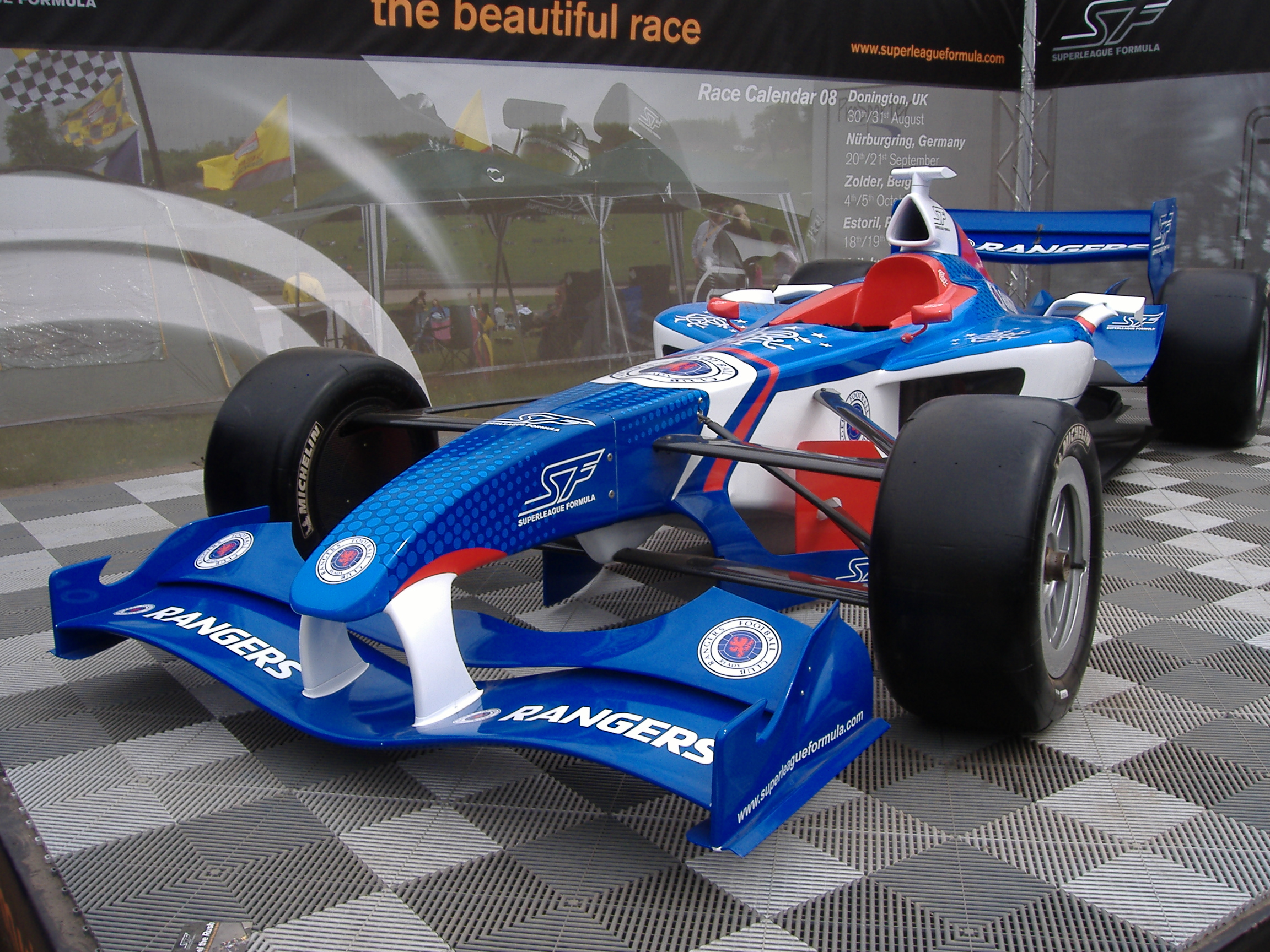
Carro do Rangers F.C. de 2008, pilotado, em 2008 por Ryan Dalziel.

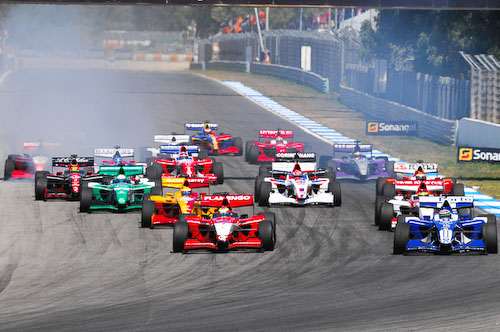
Largada da ronda do Estoril de 2009.

Cada carro da Superleague Formula representa um clube de futebol ou seleção.
| Américas                                         | Ásia                                                                     | Europa | Europa | Europa | Oceânia                         |
| ------------------------------------------------ | ------------------------------------------------------------------------ | --- | --- | --- | ------------------------------- |
| CR Flamengo (SF) SC Corinthians (SF) Team Brasil | Al Ain FC (SF) Beijing Guoan (SF) Team China Team South Korea Team Japão | A.C. Milan (SF) A.S. Roma (SF) FC Basel (SF) Borussia Dortmund (SF) FC Midtjylland (SF) F.C. Porto (SF) Liverpool F.C. (SF) Olympiacos CFP (SF) | Olympique Lyonnais (SF) Rangers F.C. (SF) Sevilla FC (SF) Sporting CP (SF) Tottenham Hotspur (SF) Team Belgium - R.S.C. Anderlecht Team England Team Spain - Atl. Madrid | Team France - GD Bordeaux Team Turkey - Galatasaray S.K. Team Netherlands Team Netherlands - PSV Eindhoven Team Luxembourg Team Rep. Checa - AC Sparta Praha Team Russia | Team Australia Team New Zealand |

## Circuitos

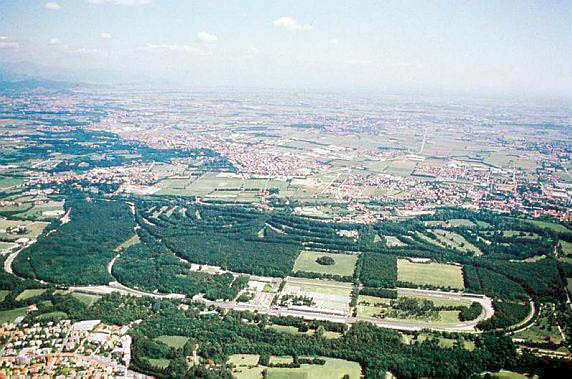
The Autodromo Nazionale Monza has hosted a Superleague Formula round since 2009

A maior parte dos circuitos atuais em uso na Superleague Fórmula foram construídos especialmente para competição, havendo, porém, um circuito de rua (o Circuito Urbano do Parque Olímpico Shunyi, em Pequim.). Maioria das etapas teve sede na Europa, com algumas etapas disputadas na China No total, 21 circuitos em oito países diferentes foram sedes de etapas da categoria. A primeira foi em Donnington Park, onde aconteceu a Ronda 1 de 2008 da Superleague Fórmula. O único circuito que esteve em todas as temporadas foi Zolder.

## Formato de Corridas
O formato de corridas da Superleague Fórmula incorpora treinos e uma qualificação, no Sábado, e corridas ao Domingo, tendo a 2ª delas a grelha de partida estabelecida a partir da inversão total das posições finais da 1ª corrida. Em cada ronda, as equipas competem por prémios monetários e pontos no campeonato.

### 2008

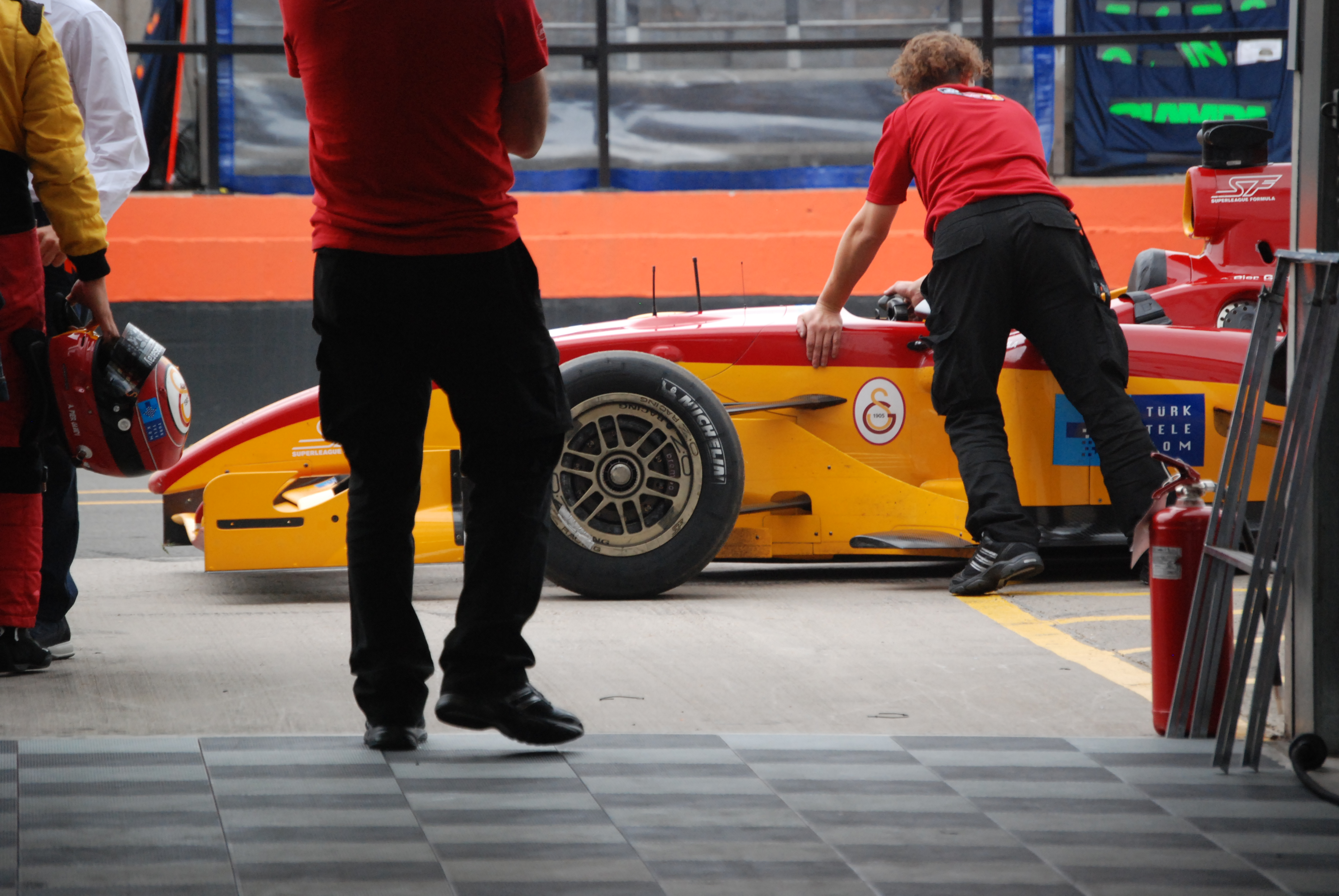
Galatasaray S.K. no pitlane, 2008

- Sábado: Treino Livre de 45 minutos, qualificação e sessão de rookies.
- Domingo: Duas corridas de 45 minutos (a 2ª com grelha invertida).
- 1 Milhão de Euros de prémio monetário por fim-de-semana de corrida.

### 2009
- Sábado: Dois Treinos Livres de 45 minutos, Sessão de rokkies de 1 hora e qualificação.
- Domingo: Duas corridas de '44 minutos mais uma volta (a 2ª com grelha invertida).
- Pit stop obrigatório nas Corridas 1 e 2, que deve ser feito entre as voltas 8 e 20.
- Uma 3ª corrida de 5 voltas, a Super Final, que foi disputada em 4 das 6 rondas do campeonato. Participaram nela os 6 mais pontuados no conjunto das Corridas 1 e 2. Destina-se a encontrar o 'Vencedor do Fim-de-Semana' e não dá pontos para o campeonato.
- €333,000 de prémio monetário para dividir em cada fim-de-semana, incluindo €5,000 pela pole position para a Corrida 1 e €3,000, €2,000 e €1,000 para os três lugares do pódio nas Corridas 1 e 2, bem como um prémio monetário de todo o fim-de-semana para os 20 melhores carros por desempenho. O mais que um clube pode obter por fim-de-semana seria €111,000.[10]

### 2010
- Formatos de corrida e qualificação serão praticamente inalterados em relação a 2009.
- A 3ª Corrida, Super Final, será em todas as rondas, e não apenas em algumas.
- O campeonato irá oferecer o maior fundo de prémios no desporto motorizado europeu, com os campeões a ganharem 1 Milhão de euros. €500,000 irãp para o 2º classificado final e €250,000 para o 3º classificado final. Mais de 5 milhões de euros serão distribuídos no total ao longo da época de 2010, com €100,000 a irem para o 'Vencedor do Fim-de-Semana' de cada uma das 12 corridas. É possível que um participante ganhe mais de 2.2 milhões de euros ao longo da época.[4]
- Os pilotos têm que terminar as corridas para somar pontos

### 2011
- Introdução do formato "Nations Cup"
- As Super-Finais são disputadas entre os 8 melhores do conjunto das 2 corridas principais. Os 7º e 8º desta corrida não pontuam.

### Formato da Qualificação
Este é o formato da qualificação para a 1ª corrida de cada ronda da Superleague Fórmula:
- 1 - Sorteio Grupo A / Grupo B
- 2 - Qualificação: O piloto mais rápido de todos define em que lado da grelha partem os últimos 5 carros de cada grupo.
- 3 - Os cinco mais lentos do grupo do piloto mais rápido da Qualificação partem dos 9º, 11º, 13º, 15º e 17º lugares da grelha.
- 4 - Os cinco mais lentos do outro grupo partem dos 10º, 12º, 14º, 16º e 18º lugares da grelha.
- 5 - Quartos-de-Final 1: O primeiro do grupo mais rápido contra o 4º dos pilotos mais lentos: o perdedor parte de 8º lugar na grelha.
- 6 - Quartos-de-Final 2: O primeiro do grupo mais lento contra o 4º mais rápido dos mais rápidos. O perdedor parte de 7º lugar na grelha.
- 7 - Quartos-de-Final 3: O segundo do grupo mais rápido contra o 3º do dos mais lentos: o perdedor parte de 6º lugar na grelha.
- 8 - Quartos-de-Final 4: O segundo do grupo mais lento contra o 3º do grupo mais rápido: o perdedor parte de 5º lugar na grelha.
- 9 - Semi-Final 1: O vencedor dos Quartos-de-Final 1 contra o vencedor dos Quartos-de-Final 4: o perdedor parte de 4º lugar na grelha.
- 10 - Semi-Final 2: O vencedor dos Quartos-de-Final 2 contra o vencedor dos Quartos-de-Final 3: o perdedor parte de 3º lugar na grelha.
- 11 - Final: Vencedor da Semi-Final 1 contra o vencedor da Semi-Final 2: o perdedor parte de 2º lugar na grelha, e o vencedor obtém a pole position.

### Sistema de pontuação
O campeonato é decidido por pontos, que são dados de acordo com a posição da equipa no fim de cada corrida, que são duas pontuáveis por fim-de-semana de corrida. É este o sistema de pontuação:
| Corridas 1 e 2 | Posição | 1º | 2º | 3º | 4º | 5º | 6º | 7º | 8º | 9º | 10º | 11º | 12º | 13º | 14º | 15º | 16º | 17º | 18º | 19º | 20º | 21º | 22º | NT/NC |
| Corridas 1 e 2 | Pontos  | 50 | 45 | 40 | 36 | 32 | 29 | 26 | 23 | 20 | 18  | 16  | 14  | 12  | 10  | 8   | 7   | 6   | 5   | 4   | 3   | 2   | 1   | 0     |

| Super-Final Disputada pelos 8 melhores no conjunto Corridas 1 e 2 | Posição | 1º | 2º | 3º | 4º | 5º | 6º | 7º | 8º | NA/NC |
| Super-Final Disputada pelos 8 melhores no conjunto Corridas 1 e 2 | Pontos  | 6  | 5  | 4  | 3  | 2  | 1  | 0  | 0  | 0     |

Ao contrário da Fórmula 1 e de muitos outros campeonatos de monolugares europeus, não é preciso finalizar a corrida para ganhar pontos, apenas é necessário partir. Os pontos dados consoante a posição não varia entre a Corrida 1 e a Corrida 2, apesar da última ter a grelha totalmente invertida, com os carros mais lentos da 1ª corrida a terem vantagem na frente. Desde o início de 2009 que é normal haver uma 3ª Corrida Super Final, no fim do fim-de-semana de corrida, mas esta corrida não dá pontos, apenas determina o 'Vencedor do Fim-de-Semana'.

## Carro
O carro é construído pela Panoz, sob o banner Élan Motorsport Technologies e é oficialmente nomeado Panoz DP09. O motor é da Menard Competition Technologies, é um V12 de 4.2l, gerando 750 cv. Os carros foram sujeitos aos testes de segurança da FIA, similares aos da Fórmula 1 na época .

### Performance
Em 2009, em Magny-Cours, o melhor tempo de qualificação para um carro de Superleague Fórmula foi de 1:26.391, quase 11.5 segundos mais lento do que o mais rápido na qualificação para o GP da França de 2008 de F1, que foi de 1:15.024. Quer a Superleague Fórmula, quer a Fórmula 1, correram em Monza em 2009, o que permitiu uma comparação quase em tempo real. O tempo mais rápido do GP da Itália de 2009 da Fórmula 1 aconteceu na 2ª Parte da qualificação, com piso seco e foi de 1:22.955. Um mês depois, também durante uma qualificação em piso seco, o tempo mais rápido da SLF durante a Ronda 5 de 2009 da Superleague Fórmula foi de 1:36.444, 13.5 segundos mais lento do que na F1.
Apesar de possuir um motor tão potente quanto o motor de um Fórmula 1, esta diferença de desempenho no comparativo dos tempos das voltas da Superleague Fórmula e um Fórmula 1 pode claramente ser atribuída principalmente a diferença de desempenho dos pneus entre as duas categorias e o peso total do carro. Na Superleague Fórmula o peso dos carros chega a ultrapassar facilmente a marca de 100 quilos mais pesado. Já os pneus possuem uma área de contato com o solo reduzida em relação aos pneus dos carros de Fórmula 1. Em relação a um Fórmula 1, o carro então produz menos aderência. O equilíbrio é prejudicado e a relação peso/potência também, reduzindo ainda mais o tempo das voltas.
Pode-se dizer, portanto, que com as novas regras da Fórmula 1 em vigor desde a temporada de 2010, que inclui a eliminação do reabastecimento, os carros ficaram mais pesados e com tanques de combustíveis maiores. Desta forma, o peso e a relação peso/potência de um Fórmula 1 em comparação com um Superleague Fórmula ficaram mais próximos, aproximando também o tempo das voltas.

## Pilotos e equipas notáveis
| Pilotos que já correram na Fórmula 1 (anos no campeonato entre parêntesis) - Antônio Pizzonia (2003, 2004, 2005) - Enrique Bernoldi (2001, 2002) - Franck Montagny (2003, 2005, 2006) - Giorgio Pantano (2004) - Narain Karthikeyan (2005) - Robert Doornbos (2005, 2006) - Sébastien Bourdais (2008, 2009) |  | Pilotos que já correram/correm na Champ Car/IndyCar Series (anos no campeonato entre parêntesis) - Antônio Pizzonia (2008) - Bertrand Baguette (IndyCar in 2010) - Enrique Bernoldi (2008) - Franck Montagny (2008, 2009) - Franck Perera (2008) - Giorgio Pantano (2005) - Ho-Pin Tung (2011) - Nelson Philippe (2008, 2009) - Robert Doornbos (2009) - Sébastien Bourdais (2005) - Tristan Gommendy (2007) |

Equipas que já correram na Fórmula 1
- Zakspeed (1985-1989)

## Transmissões televisivas
Em 2011, o canal Motors TV assegurou os direitos de transmissão directa de todas as rondas da Superleague Fórmula, e para Robin Webb, director do campeonato, o canal de televisão em causa é 
| “ | um fantástico parceiro que nos vai ajudar a atingir esse objetivo" [de transmitir as corridas em directo] | ” |

Além das corridas, a cobertura da Motors TV inclui a acção nas boxes nos intervalos de 20 minutos entre as corridas. Antes de 2011, os direitos da transmissão da Superleague Fórmula eram comprados pelas várias televisões que assim o quisessem, como foi o caso da TVI ou da Sport TV, em Portugal, ou da TV Esporte Interativo, no Brasil.

## Outros
Um jogo de computador para a Superleague Fórmula foi feito pela Media Game e pela Image Space Incorporated, sendo publicado para PC a 31 de Outubro de 2009, apesar da data originalmente anunciada ser Setembro de 2009. O jogo, publicado para download pelo website oficial do campeonato, tem os 18 clubes e 6 circuitos da temporada de 2009. Durante a ronda de Donington alguns pilotos do campeonato testaram o novo jogo, dando feedback positivo.